# Crescógrafo

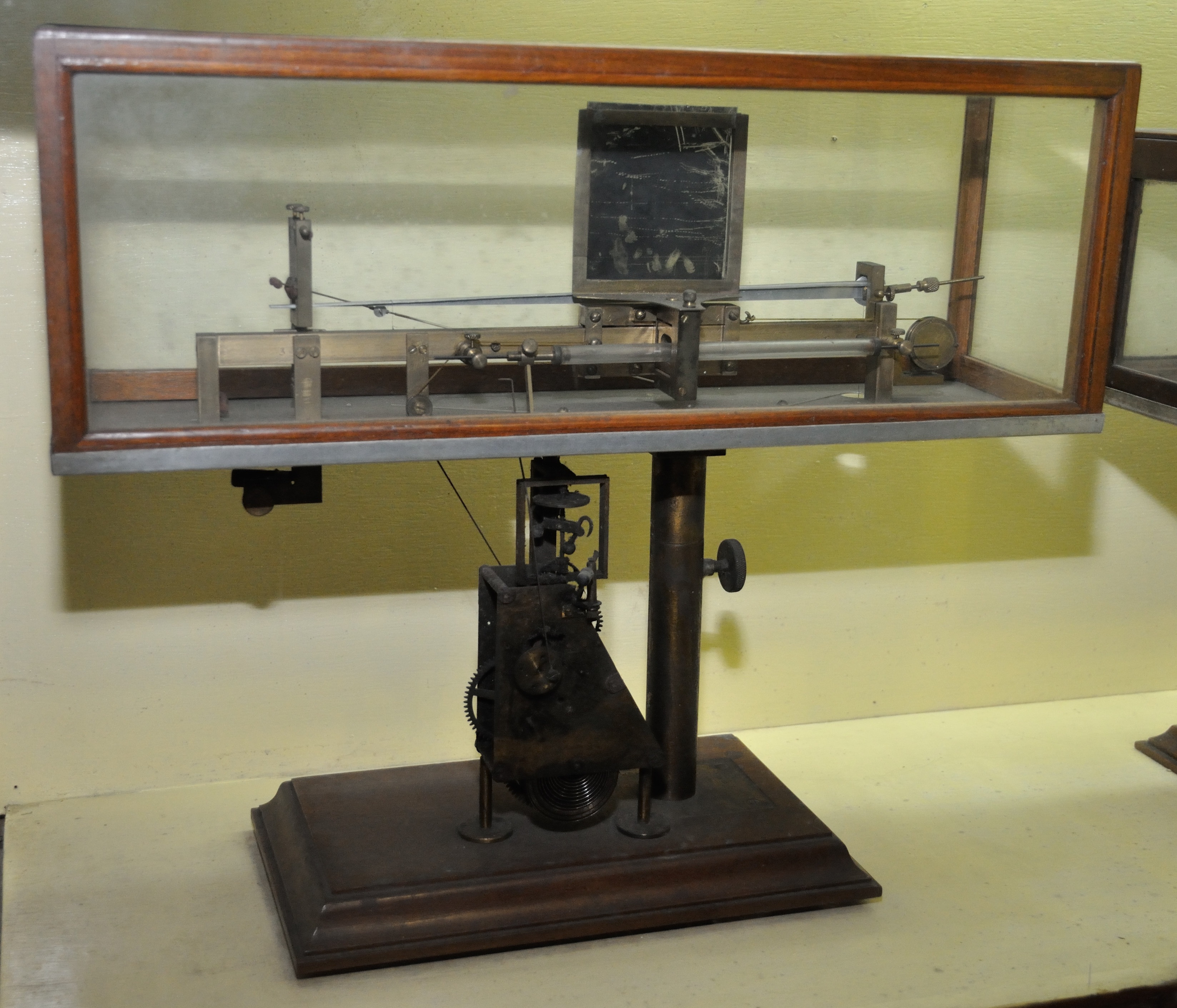
Crescógrafo, Instituto Bose (Calcuta)

Un crescógrafo es un dispositivo para medir el crecimiento de las plantas. Fue inventado en el siglo XX por Sir Jagdish Chandra Bose.

## Características
El crescógrafo Bose utiliza una serie de engranajes para grabar el movimiento del ápice de una planta (o de sus raíces), apreciando movimientos de hasta 1/50.000 de pulgada por segundo. Se hacen marcas en la placa a intervalos de pocos segundos, demostrando cómo la tasa de crecimiento varía con diferentes estímulos. Bose experimentó con la temperatura, productos químicos, gases y electricidad.

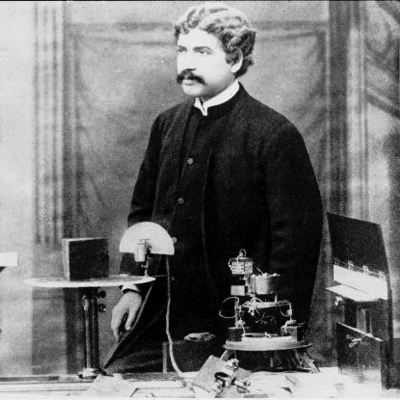
Jagdish Chandra Bose utilizando el crescógrafo.

## Era Moderna
Randall Fontes diseñó y construyó un crescógrafo electrónico moderno inspirado en el crescógrafo  de Bose para medir el movimiento de plantas en el Stanford Research Institute (SRI Proyecto 3194 (Tarea 3) noviembre de 1975) que culminó en el informe "Sensor orgánico de biocampo" de Puthoff y Fontes R.
El crescógrafo electrónico, como detector de movimiento de las plantas, es capaz de medir diferencias tan pequeñas como 1/1 000 000 de una pulgada. Sin embargo, su rango de operación normal es de 1/1000 a 1/10 000 de pulgada. El componente que mide realmente el movimiento es un transformador diferencial. Su núcleo móvil está encajado entre dos puntos como una bisagra. Se utiliza un micrómetro para ajustar y calibrar el sistema.